# کایل (داکوتای جنوبی)
کایل(به انگلیسی: Kyle) شهری در ایالت داکوتای جنوبی کشور ایالات متحده آمریکا است که جمعیت آن در سرشماری سال ۲۰۱۰ میلادی، ۸۴۶ نفر بوده‌است.